# 서릉 전투
서릉 전투(西陵之戰)은 중국 삼국시대 말기인 기원후 272년 오나라의 서릉독 보천이 진나라에 항복하자 오나라가 서릉을 공격한 전투이다. 육항이 활약했으며, 오나라가 승리해 서릉성을 회복했다.